# Educación cinematográfica

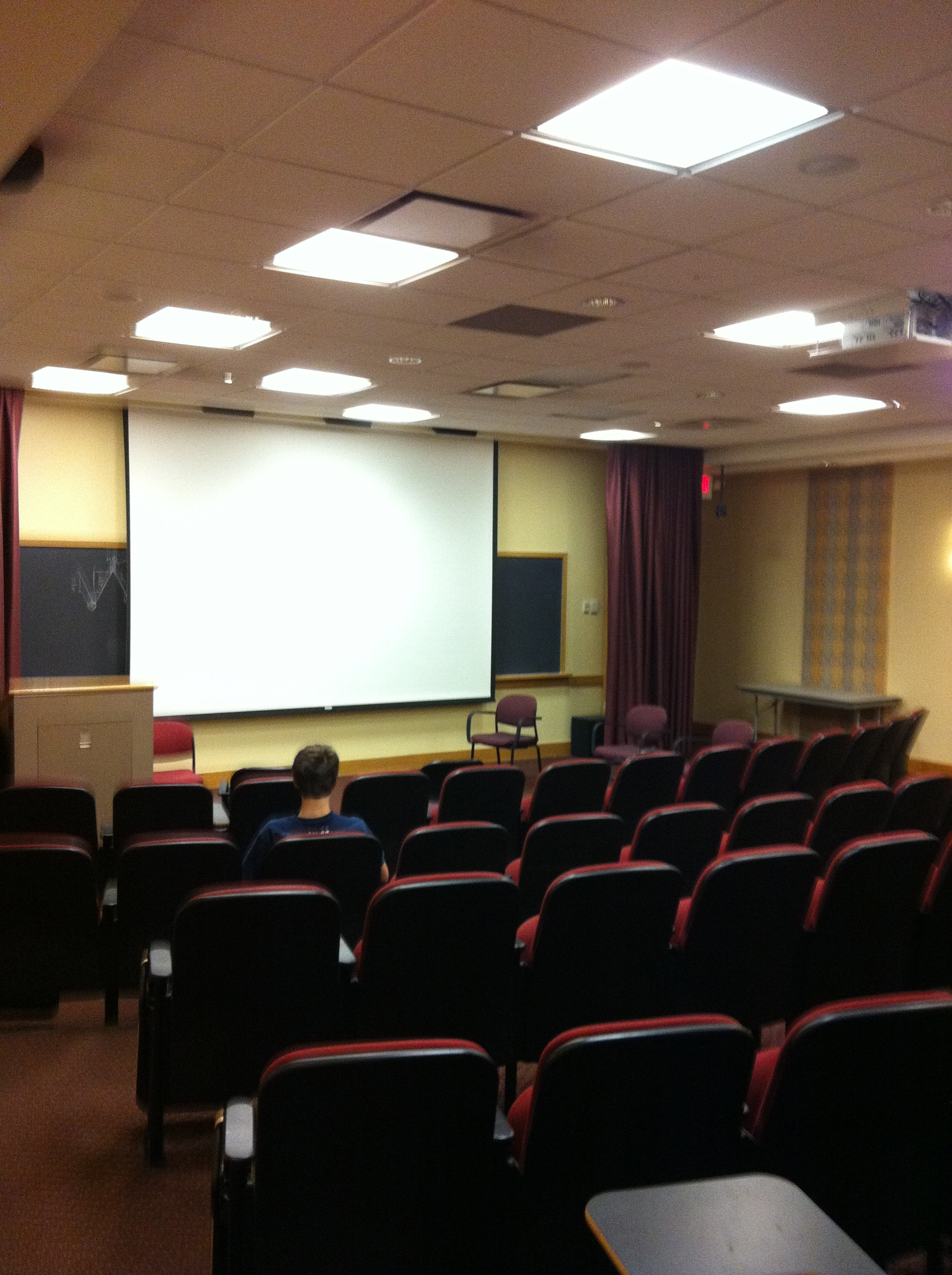
Sala de cine en la Universidad de Georgetown, Washington D. C.

La educación cinematográfica es una disciplina académica que se ocupa del estudio de los diversos enfoques teóricos, históricos y críticos del cine como forma de arte y como medio. En ocasiones suele ser incluida como parte de los estudios de medios y se le compara con la educación televisiva.
Este tipo de educación está centrada particularmente en las implicaciones narrativas, artísticas, culturales, económicas y políticas del cine, más que en identificar propuestas de mejora de la producción cinematográfica. En la búsqueda de valores socioideológicos, la educación del cine dopta una serie de enfoques críticos para el análisis de la producción, el marco teórico, el contexto y la creación.
Entre las revistas académicas que publican trabajos de educación cinematográfica se encuentran Sight & Sound, Film Comment, Film International, CineAction, Screen, Journal of Cinema and Media Studies, Film Quarterly, and Journal of Film and Video.